# Organizační studia
Organizační studia jsou souhrnným označením pro skupinu vědních disciplín zabývajících se studiem organizací z převážně společenskovědní perspektivy. V centru zájmu těchto disciplín stojí poznání a porozumění chování člověka v organizaci, vzájemné vztahy organizací a vliv organizací na společnost (a naopak). Nejvýznamnějšími disciplínami chápanými jako součást této skupiny jsou organizační chování (Organizational Behavior) a teorie organizace (Organization Theory). Lze se však setkat i s pojmy organizační věda (organizational science), administrativní věda (administrative science) či organizační analýza (organizational analysis). Jejich přesné vymezení oproti sobě je však problematické. Organizační studia se řadí do širší skupiny profesně orientovaných akademických disciplín ve světě běžně označovaných jako „Business and Management studies“ a studovaných na tzv. „business schools“ (ekonomické vysoké školy zaměřené na aplikované ekonomické a jiné obory).
Ačkoliv situace v České republice je doposud odlišná, především anglo-americká vědecká literatura v uplynulých dekádách z velké části opustila označení Management ve smyslu teoretické disciplíny hodné zájmu akademiků. V tomto smyslu je možno chápat Organizační studia jako jednu z disciplín snažících se vědeckými metodami vybudovat „teorii managementu“. Používá k tomu metodologický aparát a teorie původně pocházející především z psychologie, sociologie a sociokulturní antropologie. Za negativní jev je považováno, že v posledních několika desetiletích dochází pod tlakem institucionálních faktorů (mezinárodní akreditace a žebříčky škol, tlak na publikační výstupy ve špičkových časopisech aj.) stále více k odklonu od problémově orientované interdisciplinární vědy směrem k teoreticky zaměřenému výzkumu odtrženému od praxe. Ten navíc znatelně tíhne k tématům a výzkumné metodologii původních společenskovědních oborů. Tak dochází k opětovné segmentaci, upouštění od interdisciplinarity, a tedy i částečnému návratu k původnímu disciplinárnímu začlenění výzkumu do výchozích společenských věd formujících organizační studia.